# Hain (Wächtersbach)

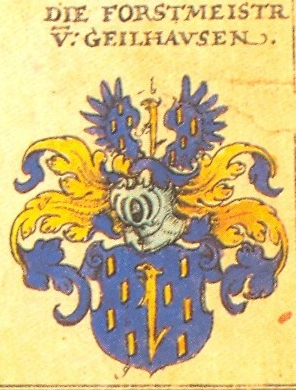
Wappen in Siebmachers Wappenbuch, auf dem Schild die charakteristische Wolfsangel

Hain ist der Name eines ehemaligen Weilers, der östlich von Wächtersbach lag. Hain und der zugehörige Gutshof Hainhof sind im Dreißigjährigen Krieg durch Brand untergegangen.

## Geografische Lage
Der Weiler Hain lag auf der rechten Seite der Bracht, zwischen Hesseldorf und der Mündung der Bracht in die Kinzig in Aufenau; (⊙) Gegenüber, auf der anderen Brachtseite lagen Neudorf und die Schlossanlage Kinzighausen, der Sitz der Herren Forstmeister von Gelnhausen.

## Geschichte

### Mittelalter
„Die erste Nachricht von dieser Siedlung enthält die Lehnsurkunde des Friedrich Herr von Lißberg, der 1365 Johann Forstmeister von Gelnhausen die beiden Orte Aufenau und Neudorf und den Hayn bei Wechtersbach das Dorff, mit allem das dazugehöret übergab“. Das Gut Hain wird unter dem Jahr 1377 erneut erwähnt, anlässlich einer Grenzbegehung des Büdinger Waldes durch Johann I. von Isenburg. Diese Grenzbegehung stellt den Beginn einer Jahrhunderte dauernden rechtlichen Auseinandersetzung zwischen den Isenburgern und den Herren von Forstmeister um diesen Besitz dar.
Hain war, nach dem Tode von Friedrich von Forstmeister (1360), der Witwensitz seiner Frau, Agnes von Bellersheim. Im Jahr 1389 gibt sie den Wert von Hain mit 200 Mark Pfennigen an. Er bestand damals aus den Teilen: Unterer Hof (vergeben an Hermann von Alnspach), das Hofgut (verwaltet von Hepp), ein Anwesen (Sitz des Sohnes von Buch) und das Gut, auf dem Fesale saß.

### Neuzeit
„Das Dorf Hain ist im Dreißigjährigen Krieg ganz abgebrannt dahero haben die von Forstmeister einen Hof und Meyerey daraus gemacht“. Dieser Hof hatte Holzrechte sowie Mast- und Weidegangsrechte im Büdinger Wald. 
1679 verkaufte Philipp Joachim Forstmeister von Gelnhausen den zerfallenen Hainhof samt „zugehörigen Äckern, Wiesen, den Wiesenzins und die Krautländer nach Hesseldorf zu“ für 900 Gulden und 30 Achtel Hafer an Maria Charlotte, geborene Gräfin von Erbach, die Witwe von Johann Ernst I. von Isenburg-Büdingen. Dieser Verkaufsvertrag führte ebenfalls zu einem Rechtsstreit, der nach vielen Wendungen schließlich im Jahr 1814 abgeschlossen werden konnte. Graf Georg Albrecht von Ysenburg-Büdingen-Meerholz (1664–1724), einer der Söhne Maria Charlottes, errichtete dort wieder einen Hof, der bereits nach etwa 100 Jahren, um 1800 abgerissen wurde.
Beim Bau der Frankfurter Wasserleitung, 1872, wurden Reste von Fundamenten des untergegangenen Ortes Hain im Bereich des heutigen Flurstücks „Im Hainhof“ gefunden. Heute enthält das Baugebiet „Köhlersgraben“ einen Teil des ehemaligen Weilers Hain.

## Rezeption
In Wächtersbach findet sich Hain als Flurname wieder. Der Begriff hat sich in Wächtersbach auch als Straßenname im Hainhofweg erhalten. Auch ein nahe gelegenes Hotel-Restaurant trug über Jahrzehnte hinweg den Namen in abgewandelter Form, als Heinhof.